# Verwaltungsgemeinschaft Hahnbach
In der Verwaltungsgemeinschaft Hahnbach im Oberpfälzer Landkreis Amberg-Sulzbach haben sich 1974 folgende Gemeinden zur Erledigung ihrer Verwaltungsgeschäfte zusammengeschlossen:
1. Gebenbach, 862 Einwohner, 18,13 km²
2. Hahnbach, Markt, 5028 Einwohner, 67,38 km²

Sitz der Verwaltungsgemeinschaft ist Hahnbach. Beide Teile zählen zur Metropolregion Nürnberg.
Die Zweckverbände zur Wasserversorgung der Mimbacher Gruppe und der AdlholzIrlbach-Gruppe sowie die Bürgerspitalstiftung Hahnbach und die Nahwärmeversorgung Markt Hahnbach GmbH werden von der Verwaltungsgemeinschaft verwaltet. Seit Beginn 2020 beschäftigt die Verwaltungsgemeinschaft Hahnbach einen interkommunalen Datenschutz- und Informationssicherheitsbeauftragten, der für 47 Behörden im Landkreis Amberg-Sulzbach zuständig ist.